# Rafflesia arnoldii
Rafflesia arnoldii er verdens største blomst og tilhører slægten Rafflesia. Selve blomsten er 1 meter i diameter og kan veje op til 7 kilo, og den vokser i regnskovene i Indonesien. Der er megen mystik omkring denne blomst, fordi man ved så lidt om den. Blomsten er parasitisk, det vil sige at den får næring fra en anden plante. Man mener det tager cirka halvandet år før den er udviklet til en fuld blomst. Lugten af blomsten tiltrækker fluer, som man mener fungerer som bestøvere. Cirka tre dage efter at blomsten er sprunget ud, begynder den at visne.